# 甲基溴化镁
甲基溴化镁是一种有机化合物，化学式CH3MgBr，为溴甲烷对应的格氏试剂。它可由溴甲烷和镁反应得到。它和水反应放热，遇湿易自燃。它可用于合成多种有机物，如氯马斯汀。